# Edna Wallace Hopper
Edna Wallace Hopper (San Francisco, California; 17 de enero de 1872 - Nueva York; 14 de diciembre de 1959), fue una actriz teatral y cinematográfica estadounidense.

## Biografía

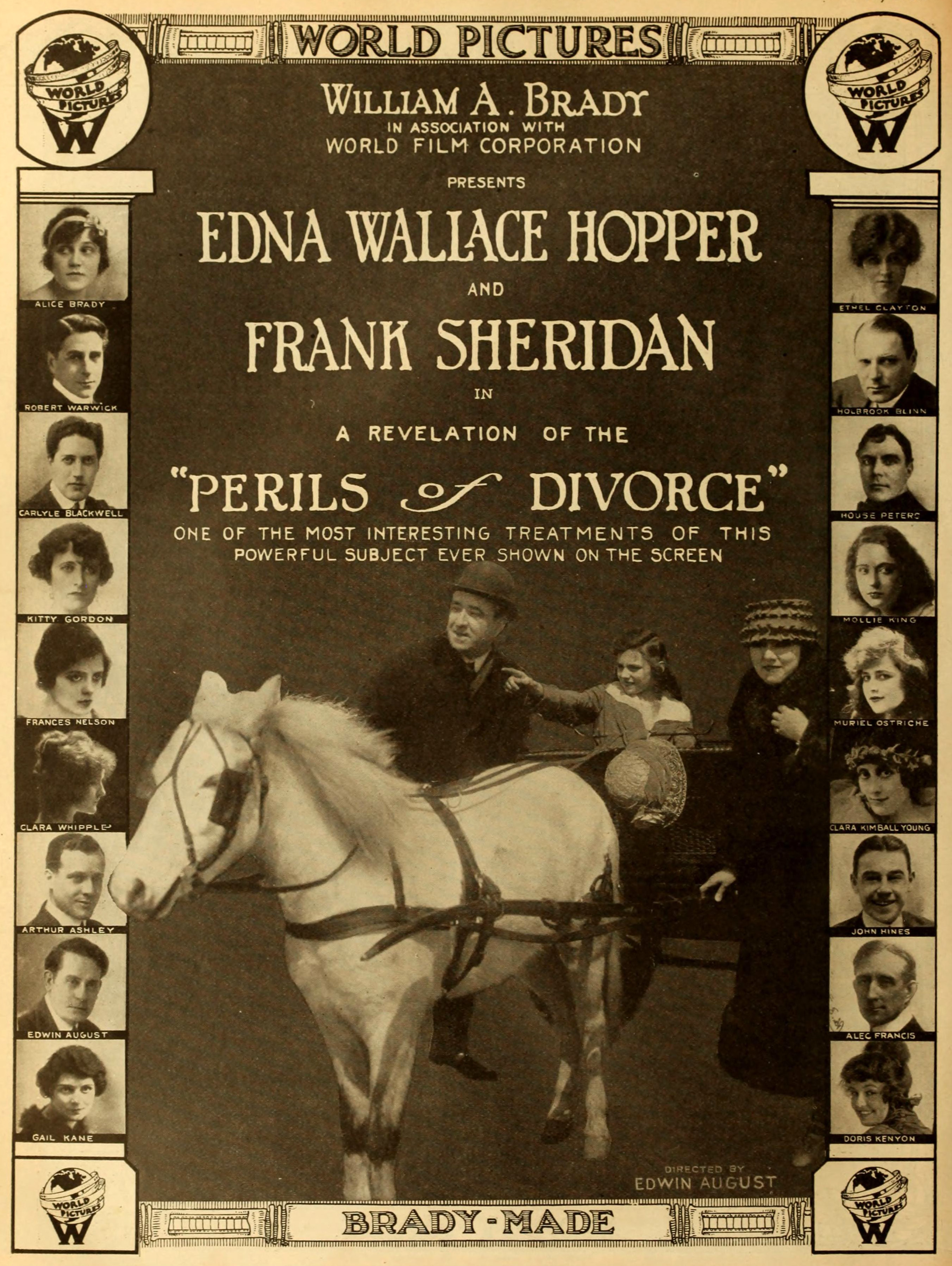
Perils of Divorce (1916)

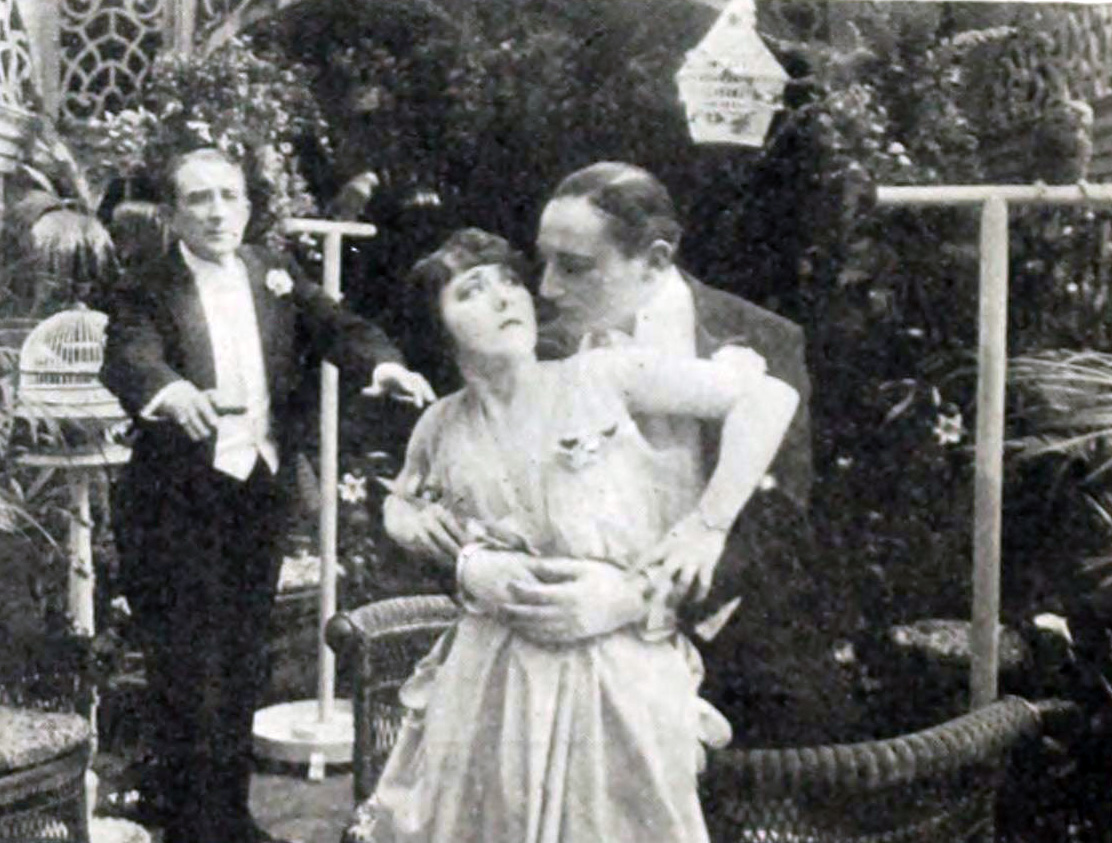
Perils of Divorce (1916)

Su verdadero nombre era Edna Wallace, y nació en San Francisco (California). Sus padres eran Waller Wallace (acomodador del Teatro California) y Josephine, y tuvieron dos hijos. Edna probablemente nació el 17 de enero de 1872, pero ella se negaba a dar su edad y decía que nadie la podía saber con seguridad pues su partida de nacimiento habría sido destruida en el terremoto de San Francisco de 1906.
Edna viajó a Nueva York para trabajar en el teatro. Estando allí se casó con DeWolf Hopper (1858-1935) el 28 de junio de 1895. Ambos actuaron juntos en varias óperas cómicas, incluyendo la obra de John Philip Sousa El Capitán. Se divorciaron en 1898. 
En esta época Wallace Hopper había protagonizado su papel más famoso, el de Lady Holyrood en la obra originalmente representada en Londres Florodora. Wallace Hopper siguió actuando en el teatro en la siguiente década, incluyendo su interpretación en el título de George M. Cohan Fifty Miles from Boston en 1907. 
En 1908 Edna se casó con el agente de bolsa de Wall Street r Albert O. Brown. La actividad profesional de la actriz aminoró en la década de 1910, pero la retomó en los años veinte, aunque en una nueva dirección. Fue una de las primeras actrices teatrales en someterse a un lifting, filmando incluso la operación y mostrándola en los siguientes ocho años en giras en las que daba consejos de belleza. Además dio nombre a una línea de productos cosméticos, Edna Wallace Hopper Cosmetics.  
Edna Wallace Hopper falleció en Nueva York a consecuencia de una neumonía en 1959, a los 87 años de edad.